# Zoey Kush
Zoey Kush, rozená jako Tamara Odell (*4. prosince 1991, Guayaquil, Ekvádor) je americká pornoherečka.

## Filmy
- Moms Bang Teens 3 (2013)
- Corrupt Schoolgirls, Volume 2 (2012)
- All Natural Glamour Solos II (2012)
- Revenge of the Petites (2012)
- Boffing the Babysitter 11 (2011)
- Angel Face (2011)
- Lusty in Lingerie (2011)
- Poor Little Shyla (2011)
- Lesbian Triangles 20 (2011)
- Imperfect Angels 9 (2010)